# Сірома
Сіро́ма або сірома́ (сірома́ха, голо́та) — незаможні люди, біднота, зокрема, прості козаки, бідна частина населення Запорізької Січі, часто позбавлена власного житла та засобів виробництва. Козацька сірома була свідома свого положення і мала право в надзвичайних випадках збиратися на «чорні ради» — ради без участі старшини, заможних козаків.
У 1768 р. на Запоріжжі спалахнув так званий «бунт сіроми» проти гніту старшини й заможної верхівки козацтва.

## Походження слова
Очевидно пов'язане зі словом сирота, що походить із прасл. sirъ «осиротілий»; українське кореневе сі- на місці давнішого си- з'явилося внаслідок зближення зі словами сірий, сіряк, тобто вбогий. Слово «голота» ймовірно походить від слова «голий».
Споріднене зі словами сірома («бездомний неодружений козак»), сіроманець («простий селянин, сіряк»), сирома, сіромашня, сіромашшя, сіромаша, сиромаття (усі — «біднота»), сироманка («осиротіла бідна жінка»), а також сорохман, сорохман («сіромаха» та «лобур; горлань»). Однокореневі слова в інших мовах: російське сиромаха — «сирота» і болгарське сирома́х, сербсько-хорватське сиро́мах, словенське siromák, македонське сиромав — усе «сіромах, бедняк, бідолаха».

## У літературі
Зустрічається у творах Т. Г. Шевченка (із наголосом сіро́ма), наприклад: 
Ти не лукавила зо мною,

Ти другом, братом і сестрою

Сіромі стала…

«Доля» (1858)
Придбав сірома грошенят,

Одежу справив, жупанину…

«Москалева криниця» (1857)
Любов Забашта:
Олексо, ти ж не відчував 

Ні разу солодощів втоми, 

Бо ти, знедолений сірома, 

Багатим силу віддавав…
Пантелеймон Куліш:
Закипіла на Вкраїнї страшенна трівога,

як на шляхту підняла ся сїрома убога.

«Кумейки»